# Billy Talbot
Billy Talbot (* jako William Hammond Talbot; * 23. října 1943, New York City, New York, USA) je americký baskytarista, zpěvák a hudební skladatel.
Svou kariéru zahájil zpěvem na newyorských ulicích ve svých čtrnácti letech. Následně se s rodinou přestěhoval do New Jersey a ve svých sedmnácti letech do Los Angeles. Svou první skupinu s názvem Danny and the Memories založil s Ralphem Molinou a Danny Whittenem. Skupina se následně přejmenovala na The Psyrcle a později na The Rockets. Pod tímto názvem vydali jedno eponymní album. Od roku 1969 hraje ve skupině Crazy Horse. V roce 2004 vydal s vlastní skupinou The Billy Talbot Band album s názvem Alive in the Spirit World.